# When It Falls
When It Falls, pubblicato nel 2004, è il secondo album del gruppo musicale inglese Zero 7. Il sound è molto simile al precedente album, ma sono presenti più parti vocali.

## Tracce
1. Warm Sound – 5:30
2. Home – 4:37
3. Somersault – 6:57
4. Over our heads – 4:24
5. Passing by – 4:52
6. When It Falls – 5:31
7. The Space Between – 6:01
8. Look Up – 4:32
9. In Time – 5:57
10. Speed Dial No.2 – 3:51
11. Morning Song – 6:32